# FC Abdish-Ata Kant
El FC Abdish-Ata Kant es un equipo de fútbol con sede en la ciudad de Kant, cercana a la capital Biskek en Kirguistán, el club milita en la Liga de fútbol de Kirguistán, la liga de fútbol más importante del país.

## Historia
Son el único equipo en la historia del fútbol a aparecer en seis finales de Copa consecutivas y perder todas ellas. También son uno de los dos clubes más importantes del mundo para bajar los 7 finales nacionales de copa que asistieron sin ganar una copa nunca. Su nombre significa la juventud de oro blanco de Kara-Suu, Kara-Suu significa agua negro.
El equipo fue disuelto en el año 2005 por problemas financieros, pero regresó con su nombre actual. Ha sido campeón de Copa 5 veces.
A nivel internacional ha participado en 1 torneo continental, en la Copa de Clubes de Asia del año 1995, donde fue eliminado en la Ronda Clasificatoria.

## Palmarés
- Liga de fútbol de Kirguistán: 3

2022, 2023, 2024
- Copa de Kirguistán: 5

2007, 2009, 2011, 2015, 2022
- AFC Champions League: 1 participación

2003: Qualifying West - 2. Ronda

## Participación en competiciones de la AFC
| Temporada | Torneo               | Ronda                        | Club                   | Casa | Visita | Global   |
| --------- | -------------------- | ---------------------------- | ---------------------- | ---- | ------ | -------- |
| 2023–24   | AFC Cup              | Grupo E                      | Ravshan Kulob          | 1–0  | 1–0    | 1º Lugar |
| 2023–24   | AFC Cup              | Grupo E                      | Altyn Asyr             | 3–0  | 4–2    | 1º Lugar |
| 2023–24   | AFC Cup              | Grupo E                      | Merw Mary              | 8–3  | 1–1    | 1º Lugar |
| 2023–24   | AFC Cup              | Play-off semifinal interzona | Taichung Futuro        | 5–0  | 3–1    | 8–1      |
| 2023–24   | AFC Cup              | Play-off final interzona     | Central Coast Mariners | 1–1  | 0–3    | 1–4      |
| 2024–25   | AFC Challenge League | Grupo B                      | Al-Arabi               | 1–0  | 1–0    | 3º Lugar |
| 2024–25   | AFC Challenge League | Grupo B                      | Arkadag                | 0–2  | 0–2    | 3º Lugar |
| 2024–25   | AFC Challenge League | Grupo B                      | Maziya                 | 3–0  | 3–0    | 3º Lugar |